# Ranu Tompe
Ranu Tompe är en sjö i Indonesien.   Den ligger i provinsen Jawa Timur, i den västra delen av landet, 700 km öster om huvudstaden Jakarta. Ranu Tompe ligger 1 718 meter över havet.I omgivningarna runt Ranu Tompe växer i huvudsak städsegrön lövskog.